# Cerberus (constelación)

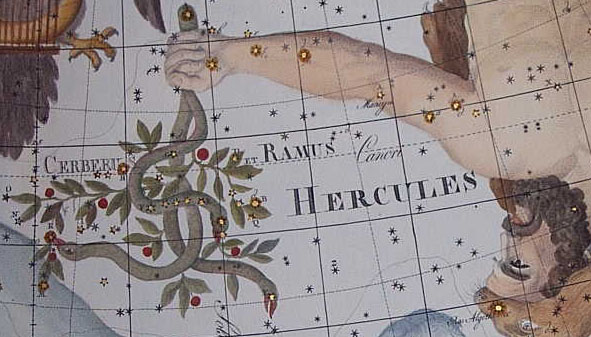
Representación de la constelación de Cerberus.

Cerberus o Cerbero es una antigua constelación creada por Johannes Hevelius que aparece por vez primera en su atlas estelar Firmamentum Sobiescianum de 1690. Sus estrellas siempre se han asociado con la constelación de Hércules, siendo Cerbero el can de tres cabezas que guarda la entrada al Hades, el inframundo en la mitología griega. Sin embargo, en la mayor parte de las representaciones de la constelación aparece una serpiente con tres cabezas -y no un perro- sujetada por la mano de Hércules. Hoy no es considerada una constelación independiente, estando sus estrellas incluidas dentro de la constelación de Hércules.